# Zugriff (Fernsehserie)
Zugriff ist eine von Sat.1 in den Jahren 1998 und 1999 produzierte und ausgestrahlte Krimiserie. Eine Polizei-Sonderkommission nimmt sich in München besonders harter Fälle an.

## Handlung
Beate Claudius leitet in München eine Polizei-Sonderkommission. Das Team besteht neben ihr zunächst aus Elvis Kogler, Chris Schmitt und dem einen Rollstuhl nutzenden „Rolli“ Bauer. In der ersten Episode tritt Hauptkommissar Franz Berg nicht ganz freiwillig dieser Gruppe bei. Er ist der einzige Überlebende einer SOKO, die durch einen Bombenanschlag nahezu ausgelöscht wurde. Zu den Aufgaben der neu gegründeten und im weiteren Verlauf sehr erfolgreichen Kommission gehört die Bekämpfung von Doping-Vergehen sowie Drogen- und Organhandel. Außerdem werden die Beamten konfrontiert mit Bandenkriegen, Geiselnahmen, Vergewaltigungen und Amok-Angriffen.

## Hintergrund
Zugriff war ein Versuch von Sat.1, das Erfolgsrezept der RTL-Serie Alarm für Cobra 11 zu kopieren. Der Versuch scheiterte an der niedrigen Einschaltquote.

## Hauptdarsteller und Rollen (Auswahl)
| Schauspieler       | Rolle                   | Episoden |
| ------------------ | ----------------------- | -------- |
| Dietz Werner Steck | Franz Berg              | 14       |
| Krista Posch       | Beate Claudius          | 14       |
| Giulio Ricciarelli | Elvis Kogler            | 14       |
| Chris Hohenester   | Chris Schmitt           | 14       |
| Oliver Mink        | Roland Bauer            | 14       |
| Edwin Noel         | Dr. Oberländer          | 8        |
| Günter Spörrle     | Pathologe Ernst Fischer | 5        |

## Episoden
| Folge | Titel in Staffel 1 | Ausstrahlung   |
| ----- | ------------------ | -------------- |
| 1     | Der weiße Wal      | 7. April 1998  |
| 2     | Captain Lightning  | 9. April 1998  |
| 3     | Techno-Connection  | 16. April 1998 |
| 4     | Aye, Aye, Sir      | 23. April 1998 |
| 5     | Die Geisel         | 30. April 1998 |
| 6     | Drohende Schatten  | 7. Mai 1998    |
| 7     | Sportsfreunde      | 14. Mai 1998   |

| Folge | Titel in Staffel 2    | Ausstrahlung       |
| ----- | --------------------- | ------------------ |
| 8     | Total verdrängt       | 9. August 1999     |
| 9     | Unbürokratische Hilfe | 16. August 1999    |
| 10    | Karriere einer Leiche | 23. August 1999    |
| 11    | Catman                | 30. August 1999    |
| 12    | Tödliche Ekstase      | 6. September 1999  |
| 13    | Nestbeschmutzer       | 13. September 1999 |
| 14    | Gekauftes Leben       | 20. September 1999 |